# Union sportive de Biskra
Pour les articles homonymes, voir USB (homonymie).
Maillots
Actualités
Dernière mise à jour : 14 janvier 2025.
L'Union Sportive de Biskra (en arabe : الاتحاد الرياضي لبسكرة), plus couramment abrégé en US Biskra ou encore en USB, est un club algérien de football fondé en 1934 et basé à la Wilaya de Biskra.

## Histoire
L'Union Sportive de Biskra est un club du sud algérien et le premier de la région à avoir joué en Division 1 pendant la saison (2005-2006), après avoir terminé champion de la D2 lors de la saison 2004-2005.

## Bilan sportif

### Palmarès
| Compétitions nationales                                                                                          | Compétitions de jeunes                            |
| --- | ------------------------------------------------- |
| - Ligue 2 (2) : - Champion : 2004-05 et 2018-19. - 3e Place : 2016-17. - DNA (1) : - Champion Gr. Est : 2015-16. | - Coupe d'Algérie Cadets : - Finaliste : 2018-19. |

### Classement saison par saison
- 1962-63 : C-H Gr I. Est, 4e
- 1963-64 : D-H Est, Gr Ouest 8e
- 1964-65 : D2, Gr Est ?e
- 1965-66 : D2, Gr Est ?e
- 1966-67 : D3, Gr Est ?e
- 1967-68 : D3, Gr Est 6e
- 1968-69 : D3, Gr Est ?e
- 1969-70 :  D?, ?e
- 1970-71 : D4, Division Wilaya Aurès, ?e
- 1971-72 : D?, ?e
- 1972-73 : D?, ?e
- 1973-74 : D?, ?e
- 1974-75 : D?, ?e
- 1975-76 : D?, ?e
- 1976-77 : D?, ?e
- 1977-78 : D?, ?e
- 1978-79 : D?, ?e
- 1979-80 : D?, ?e
- 1980-81 : D?, ?e
- 1981-82 : D?, ?e
- 1982-83 : D?, ?e
- 1983-84 : D?, ?e
- 1984-85 : D?, ?e
- 1985-86 : D?, ?e
- 1986-87 : D?, ?e
- 1987-88 : D?, ?e
- 1988-89 : D3, Gr Batna ?e
- 1989-90 : D3, Gr Batna 9e
- 1990-91 : D3, Gr Batna 4e
- 1991-92 : D2, Gr Est 8e
- 1992-93 : D2, Gr Est 4e
- 1993-94 : D2, Gr Est 5e
- 1994-95 : D2, Gr Est 4e
- 1995-96 : D2, Gr Est 7e
- 1996-97 : D2, Gr Est 4e
- 1997-98 : D2, Gr Est 8e
- 1998-99 : D2, Gr Est 7e
- 1999-00 : D3, Gr Est 4e
- 2000-01 : D2, Gr Centre-Est 2e
- 2001-02 : D2, Gr Centre-Est 7e
- 2002-03 : D2, Gr Centre-Est 7e
- 2003-04 : D2, Gr Est 4e
- 2004-05 : D2, 1er
- 2005-06 : D1, 16e
- 2006-07 : D2, 8e
- 2007-08 : D2, 13e
- 2008-09 : D2, 10e
- 2009-10 : D2, 16e
- 2010-11 : D2, 11e
- 2011-12 : D2, 16e
- 2012-13 : D3, DNA Est 3e
- 2013-14 : D3, DNA Est 3e
- 2014-15 : D3, DNA Est 3e
- 2015-16 : D3, DNA Est 1er
- 2016-17 : D2, 3e
- 2017-18 : D1, 14e
- 2018-19 : D2, 1er
- 2019-20 : D1, 14e
- 2020-21 : D1, 14e
- 2021-22 : D1, 10e
- 2022-23 : D1, 13e
- 2023-24 : D1, 14e
- 2024-25 : D1, 16e
- 2025-26 : D2, e

### Bilan par compétition
| Compétition     | Saisons | Titres | J   | G   | N   | P   | Bp  | Bc  | Diff. |
| --------------- | ------- | ------ | --- | --- | --- | --- | --- | --- | ----- |
| Ligue 1         | 05      | -      | 153 | 41  | 45  | 67  | 119 | 179 | -60   |
| Ligue 2         | ...     | ...    | ... | ... | ... | ... | ... | ... | ...   |
| Division 3      | ...     | ...    | ... | ... | ... | ... | ... | ... | ...   |
| Division 4      | ...     | ...    | ... | ... | ... | ... | ... | ... | ...   |
| Coupe d'Algérie | 55      | -      |     |     |     |     |     |     |       |
| Total           | 56      | -      | ... | ... | ... | ... | ... | ... | ...   |

### Parcours de l'US Biskra enCoupe d'Algérie
| Saison    | Tour        | Matchs               | Résultats     |
| --------- | ----------- | -------------------- | ------------- |
| 1962-63   | ?           | ?                    | ?             |
| 1963-64   | ?           | ?                    | ?             |
| 1964-65   | ?           | ?                    | ?             |
| 1965-66   | 1/16 finale | AS Ain M'lila        | 1-0           |
| 1966-67   | ?           | ?                    | ?             |
| 1967-68   | ?           | ?                    | ?             |
| 1968-69   | 1/8 finale  | USM Alger            | 3-1           |
| 1969-70   | ?           | ?                    | ?             |
| 1970-71   | ?           | ?                    | ?             |
| 1971-72   | ?           | ?                    | ?             |
| 1972-73   | 1/16 finale | ES Sétif             | 4-1           |
| 1973-74   | 1/8 finale  | USM Bel Abbès        | 6-0           |
| 1974-75   | ?           | ?                    | ?             |
| 1975-76   | 1/32 finale | CA Batna             | 3-0           |
| 1976-77   | ?           | ?                    | ?             |
| 1977-78   | ?           | ?                    | ?             |
| 1978-79   | ?           | ?                    | ?             |
| 1979-80   | ?           | ?                    | ?             |
| 1980-81   | ?           | ?                    | ?             |
| 1981-82   | ?           | ?                    | ?             |
| 1982-83   | ?           | ?                    | ?             |
| 1983-84   | ?           | ?                    | ?             |
| 1984-85   | ?e T.R      | ?                    | ?             |
| 1985-86   | ?e T.R      | ?                    | ?             |
| 1986-87   | ?e T.R      | ?                    | ?             |
| 1987-88   | ?e T.R      | ?                    | ?             |
| 1988-89   | ?e T.R      | ?                    | ?             |
| 1989-90   | N.J         | N.J                  | N.J           |
| 1990-91   | 1/32 finale | CA Batna             | 2-0           |
| 1991-92   | 1/32 finale | Nadi Sétif           | ?             |
| 1992-93   | N.J         | N.J                  | N.J           |
| 1993-94   | 1/32 finale | MC Alger             | 1-0           |
| 1994-95   | ?e T.R      | ?                    | ?             |
| 1995-96   | 3e T.R      | ASC Université Batna | 3-2           |
| 1996-97   | ?e T.R      | ?                    | ?             |
| 1997-98   | ?e T.R      | ?                    | ?             |
| 1998-99   | ?e T.R      | ?                    | ?             |
| 1999-00   | 1/32 finale | ESM Boudouaou        | 0-0 t.a.b     |
| 2000-01   | ?e T.R      | ?                    | ?             |
| 2001-02   | 1/16 finale | MO Constantine       | 4-1           |
| 2002-03   | 1/16 finale | NA Hussein Dey       | 2-1           |
| 2003-04   | 1/32 finale | AS Khroub            | 4-1           |
| 2004-05   | ?e T.R      | ?                    | ?             |
| 2005-06   | 1/8 finale  | ES Sétif             | 1-0           |
| 2006-07   | 1/64 finale | IRB Sidi Aïssa       | 1-0           |
| 2007-08   | 1/32 finale | NA Hussein Dey       | 2-1           |
| 2008-09   | ?e T.R      | ?                    | ?             |
| 2009-10   | ?e T.R      | ?                    | ?             |
| 2010-11   | 1/16 finale | USM Aïn Béïda        | 0-0 t.a.b 4-3 |
| 2011-12   | 1/64 finale | ESC El Achir         | ?             |
| 2012-13   | ?e T.R      | ?                    | ?             |
| 2013-14   | 1/64 finale | A Bou Saada          | 1-0           |
| 2014-15   | 3e T.R      | NRB Ouled Derradj    | 3-1           |
| 2015-16   | 1/16 finale | MC Alger             | 1-0           |
| 2016-17   | 1/32 finale | USM Annaba           | 2-1           |
| 2017-18   | 1/8 finale  | USM Bel Abbès        | 2-1           |
| 2018-19   | 3e T.R      | CRB Kais             | 2-0           |
| 2019-20   | 1/4 finale  | Édition annulée      | -             |
| 2020-2021 | Non Jouée   | Non Jouée            | Non Jouée     |
| 2021-2022 | Non Jouée   | Non Jouée            | Non Jouée     |
| 2022-23   | 1/32 finale | SKAF Khemis Miliana  | 3-2           |
| 2023-24   | 1/4 finale  | USM Alger            | 3-1           |

#### Statistiques Tour atteint
l'US Biskra à participer en 55 édition, éliminé au tours régionale - fois et atteint les tours finale 16 fois.
| Édition | 1er tour | 2e tour | 3e tour | 4e tour | 64e de finale | 32e de finale | 16e de finale | 8e de finale | Quart de finale | Demi-finale | Finale | Champion |
| ------- | -------- | ------- | ------- | ------- | ------------- | ------------- | ------------- | ------------ | --------------- | ----------- | ------ | -------- |
| 55      | -        | -       | 03      | -       | 03            | 07            | 05            | 04           | 00              | 00          | 00     | 00       |

## Effectif actuel
Mise à jour:31 janvier 2024

## Logos et couleurs

### Anciens logos
Les couleurs de l'Union Sportive de Biskra sont le Vert et le Noir.

Ancien logo du club
Ancien logo du club
Ancien logo du club
Logo actuel du club

## Structures du club

### Infrastructures
L'Union Sportive de Biskra joue ses matches à domicile au Stade du 18-Février.

### Siège
Le siège de l'Union Sportive de Biskra se trouve au Boulevard Hamouda Abderezak - BP numéro 187 07000, ville de Biskra.

## Culture populaire
L'Union Sportive de Biskra est le club phare de la Wilaya de Biskra.

## Principaux sponsors
- ENSP Group (Entreprise Nationale de Services aux Puits - filiale de Sonatrach).
- Guedila.
- S.P.A Biskria Ciment.
- Pétro Baraka.